# Балашов, Всеволод Вячеславович
Все́волод Вячесла́вович Балашо́в (30 июля 1931, Архангельск — 28 октября 2011, Москва) — советский и российский физик, доктор физико-математических наук, профессор. Заведовал кафедрой физики атомного ядра и квантовой теории столкновений физического факультета МГУ. Главный научный сотрудник НИИ ядерной физики имени Д. В. Скобельцына МГУ. Награждён медалью ордена «За заслуги перед Отечеством» II степени (1995).
Изображён на известной фотографии Всеволода Тарасевича «Поединок». Снимок, сделанный в 1963 году в серии «Московский университет», стал призёром конкурса World Press Photo.

## Биография
В 1949 году окончил архангельскую школу № 6. Выпускник физического факультета МГУ 1955 года. На 4 курсе был направлен в Институт физических проблем АН к академику Льву Ландау для специализации.
По окончании университета поступил в аспирантуру, где под руководством Юрия Широкова в 1959 году защитил кандидатскую диссертацию «К теории взаимодействия оболочечных нуклонов в лёгких ядрах». Докторскую диссертацию «Оболочечная теория ядерных реакций» защитил в Лаборатории теоретической физики ОИЯИ в 1964 году. Подготовил 30 кандидатов наук, 10 из которых затем стали докторами физико-математических наук.
Лауреат премии имени М. В. Ломоносова, автор открытия № 173 «Явление резонансного поглощения отрицательных мюонов атомными ядрами», занесённого в Государственный реестр открытий СССР, член Международной академии наук высшей школы.
Являлся специалистом в области теоретической ядерной и атомной физики, теории ядерных реакций при высоких и промежуточных энергиях.
Автор большого количества публикаций в научных журналах.